# Le Soir (Friedrich)
Pour les articles homonymes, voir Le Soir (homonymie).
Le Soir est une peinture de Caspar David Friedrich réalisée en 1821. Il s'agit d'une partie du cycle de tableaux Les Moments de la journée ((de)Tageszeiten), auquel appartiennent Le Matin, Le Midi et L'Après-midi.

## Description
La peinture représente une forêt de pins clairsemée, qui occupe la totalité de l'espace. Le sol de la forêt dans des tons bruns et verts est légèrement ondulé. Une clairière avec des buissons de pins occupe le premier plan. Sur le sol poussent des fleurs rouges. Les troncs sont disposés de façon rythmée avec de plus grandes distances du centre. La lumière rouge-jaune du soleil couchant perce la forêt. Le ciel au-dessus de l'horizon occupe les deux tiers de la hauteur du tableau. Au-dessus de la cime des arbres, s'étendent des nuages clairs et des nuages sombres. Au centre, deux figures de staffage, habillés en costume traditionnel allemand ((de)altdeutscher Tracht ), regardent vers le coucher du soleil, sur une route forestière qui mène de la gauche en diagonal vers le centre du tableau.

## Botanique

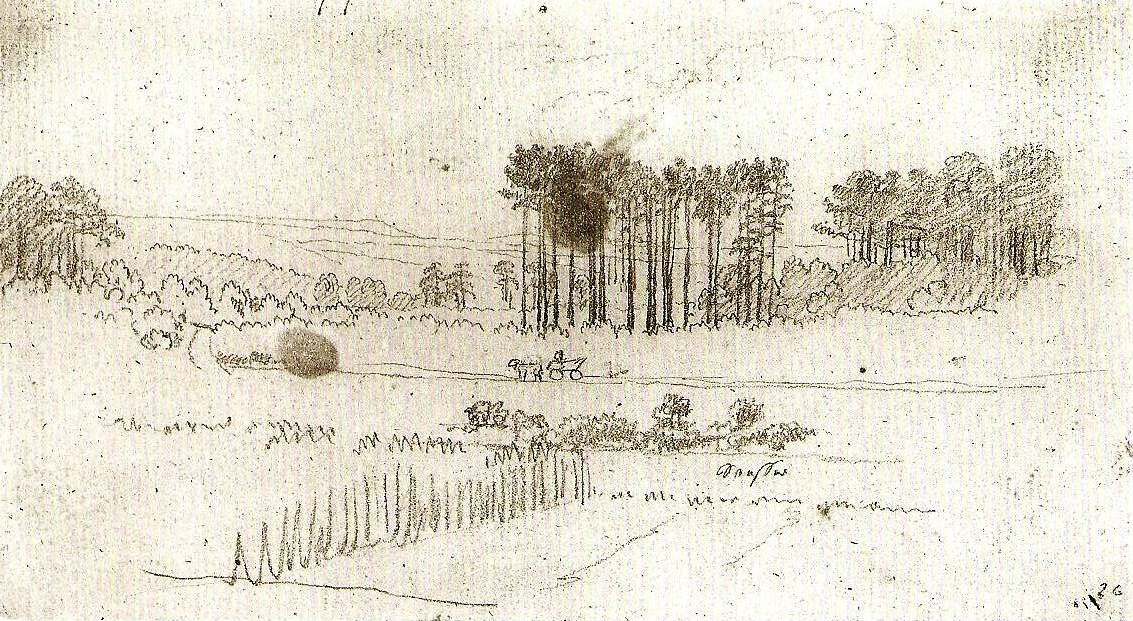
Caspar David Friedrich: Paysage avec grands pins et calèches, vers 1798

Dans la peinture Le Soir comme dans Le Midi et aussi dans L'Après-midi, c'est la pinède qui domine. Pour représenter un coucher de soleil dans les bois, le pin était la seule espèce locale d'arbre possible qui s'offrait à Caspar Friedrich. Historiquement, ce sont en effet de vastes forêts naturelles de pins qui étaient surtout présentes dans les basses terres au nord-est de l'Allemagne. Même si la forêt était par endroits surexploitée, le pin restait l'essence la plus typique du paysage forestier local. C'est en effet au début du XIXe siècle qu'au Mecklembourg et en Poméranie on a reboisé par des peuplements de pins. Dans la peinture Midi  les îlots forestiers décrits dont les réserves de bois que les agriculteurs constituaient. Pour le tableau L'Après-midi Caspar Friedrich a en grande partie utilisé une étude au crayon Paysage avec grands pins et calèches de 1798. Le paysage décrit dans le dessin est probablement situé dans le chemin entre les villes de Neubrandenbourg et de Neustrelitz au Mecklembourg.

## Situation dans l'ensemble de l'œuvre
Friedrich a commencé ses cycles des moments de la journée, des saisons et des âges de la vie dès 1803 et il a toujours repris ces thématiques en les transformant dans le style et la forme. Les deux tableaux de 1807 et 1808, L'Été et L'Hiver, sont devenus des références concrètes de la représentation paysagère. Un cycle des moments de la journée avec des motifs lacustres est daté de 1816. Le cycle des moments de la journée de 1821-1822 marque aussi une plus forte mise en cause des possibilités d'organisation des thèmes du temps et des transformations dans la nature. Le cycle suivant de Hambourg des saisons et des âges de la vie réalisé entre 1826 et 1834 est une faible réminiscence de la série commencée en 1803.

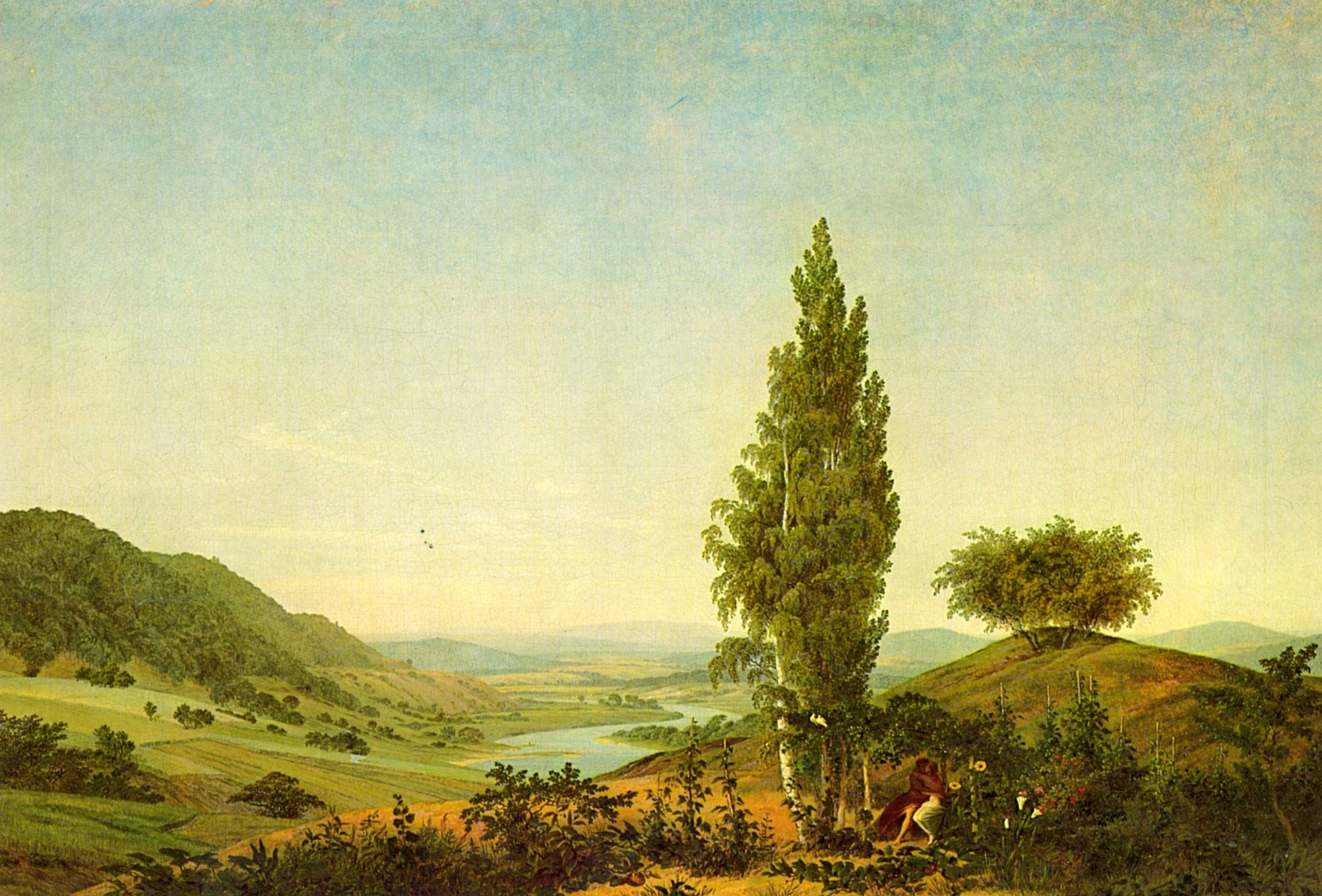
Caspar David Friedrich: L'été, 1807
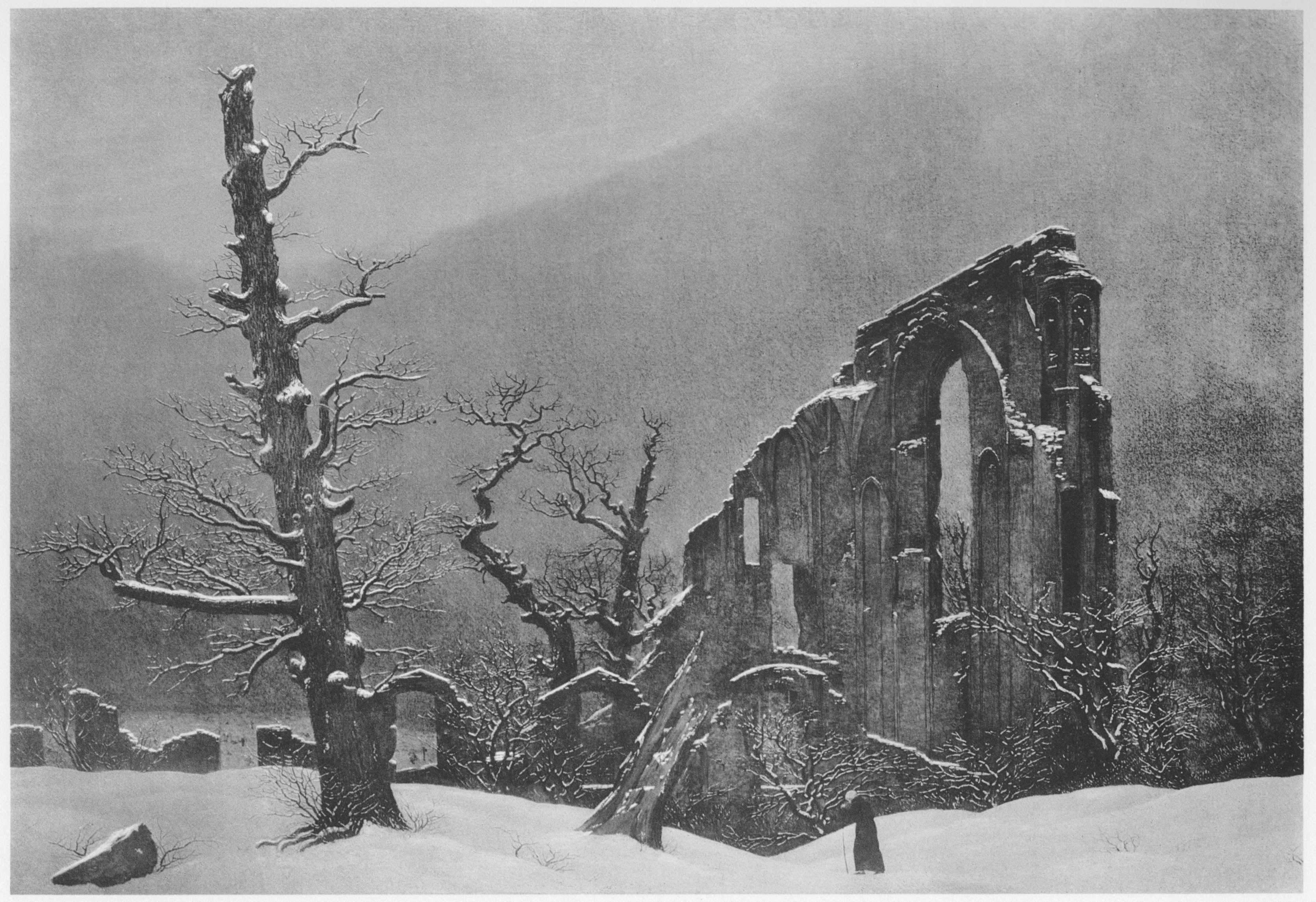
Caspar David Friedrich: L'hiver, 1808
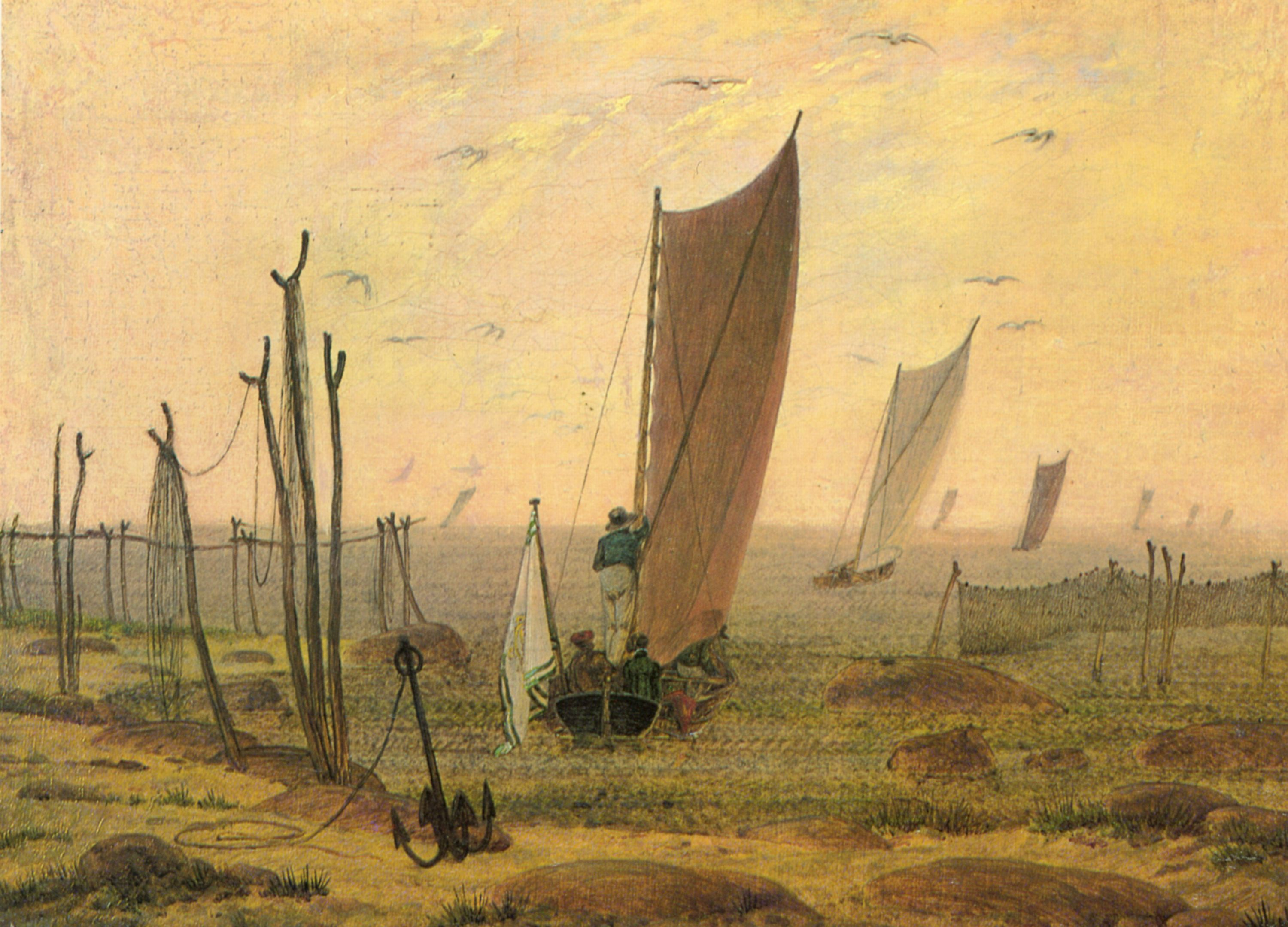
Caspar David Friedrich: Matin (sortie des bateaux), 1816/18
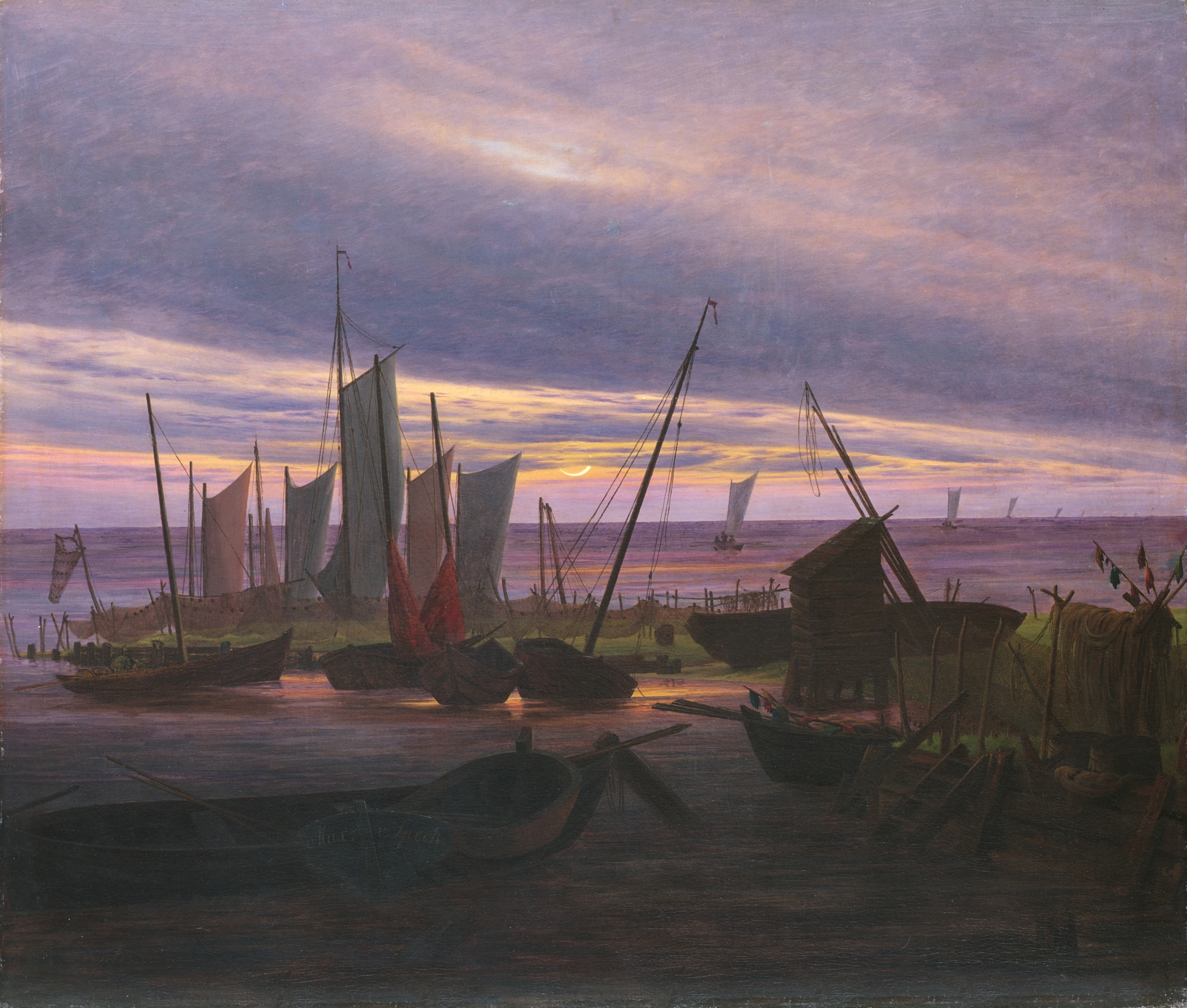
Caspar David Friedrich: Bateaux dans le port le soir, 1816/18
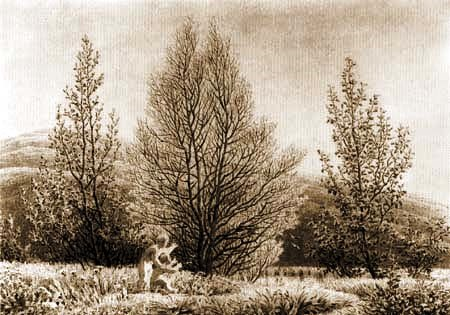
Caspar David Friedrich: Printemps, 1826
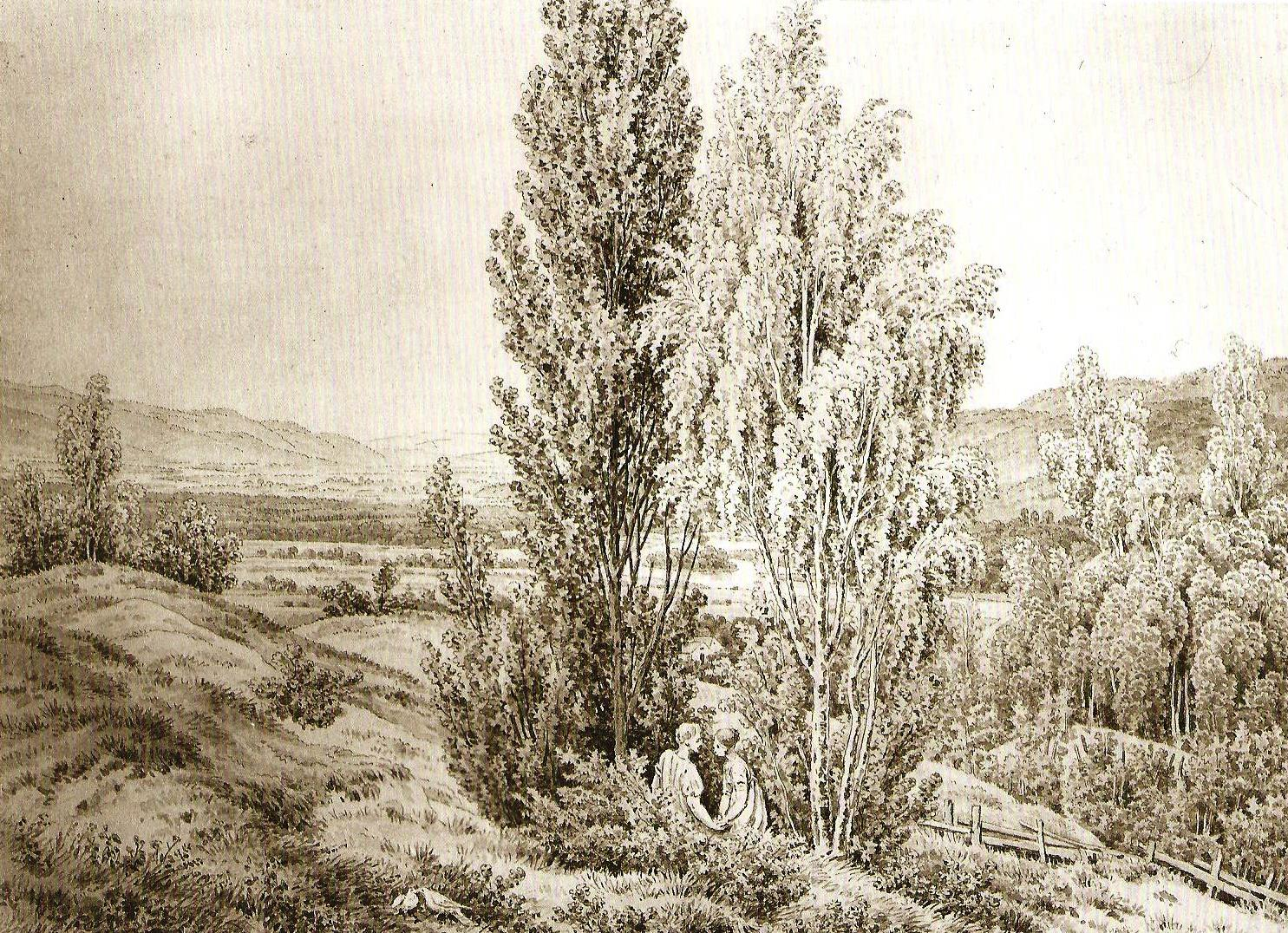
Caspar David Friedrich: Été, vers 1826
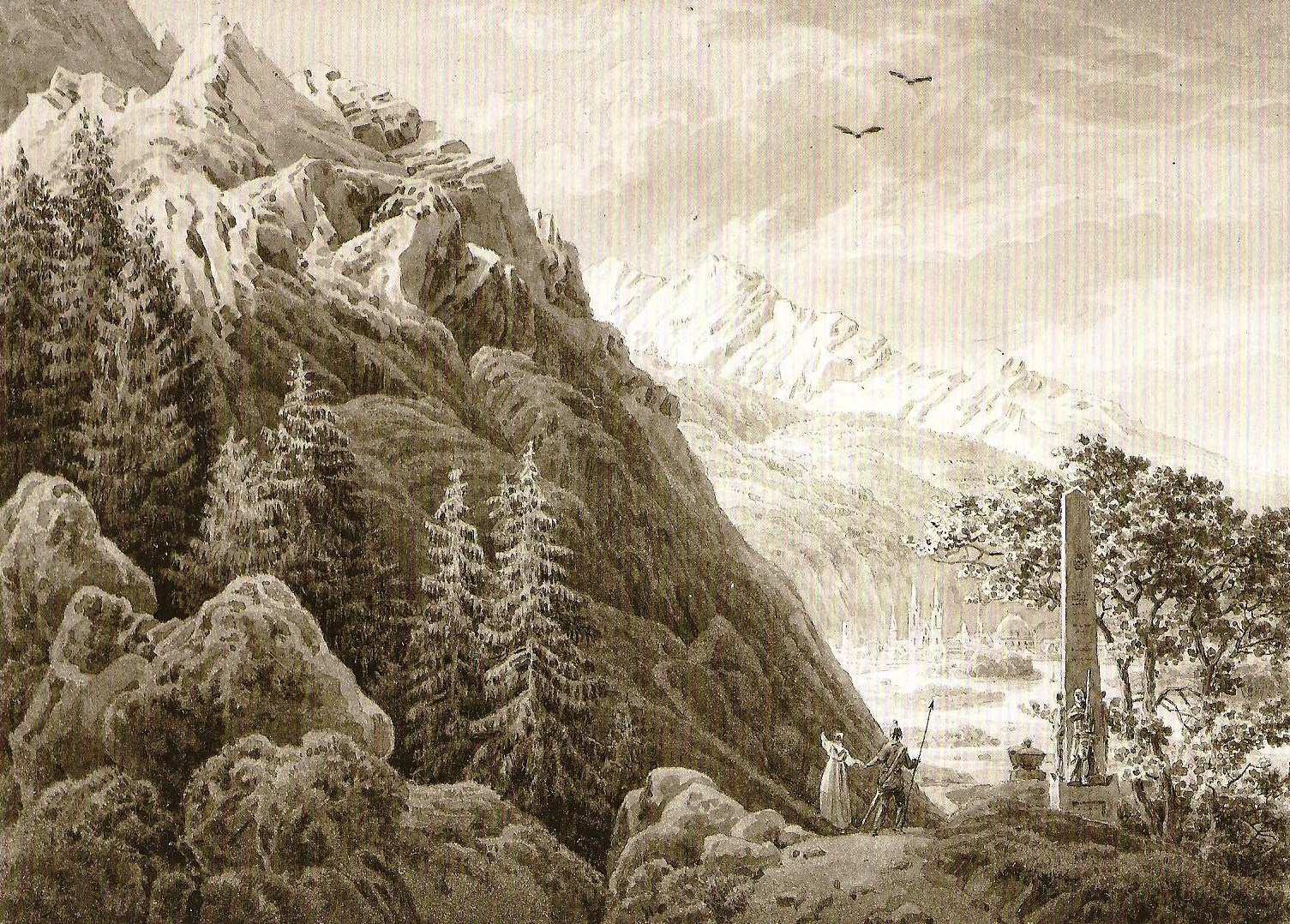
Caspar David Friedrich: Automne, vers 1826
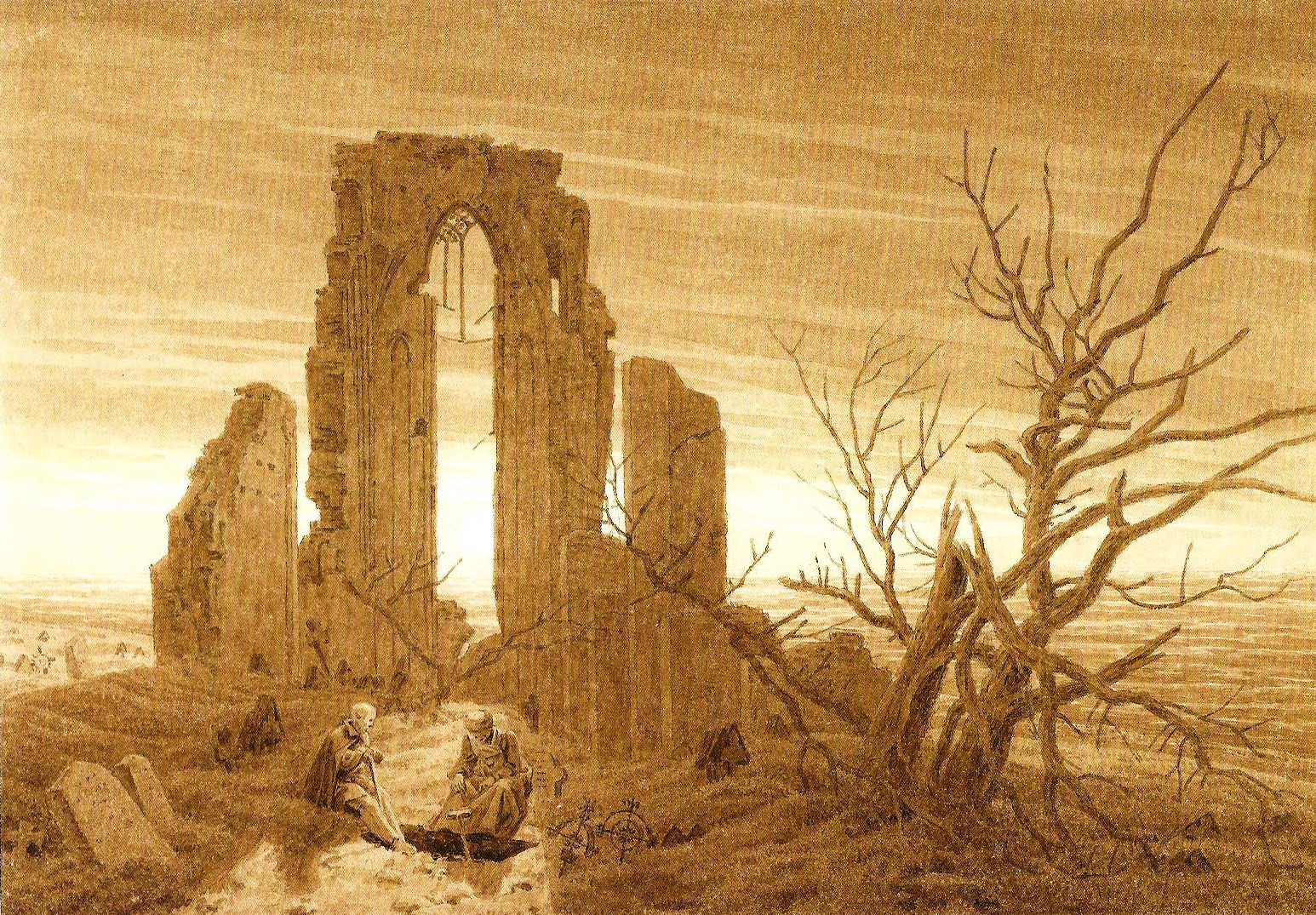
Caspar David Friedrich: Hiver, vers 1826

## Provenance
La peinture Le Soir a probablement été acquise en juillet 1821 avec Le Matin auprès du peintre par Wilhelm Körte. En 1906, le propriétaire était le médecin berlinois Friedrich Körte. Le Niedersächsische Landesmuseum a acquis le tableau en 1916 sur le marché de l'art. Une copie du tableau sur un support en bois (ce qui n'est pas connu par ailleurs chez Friedrich) a été présenté au Musée Georg Schäfer de Schweinfurt comme une œuvre de la main même du peintre. En 1955, ce tableau a été mis aux enchères par G. Rosen comme œuvre d'un successeur de Friedrich.

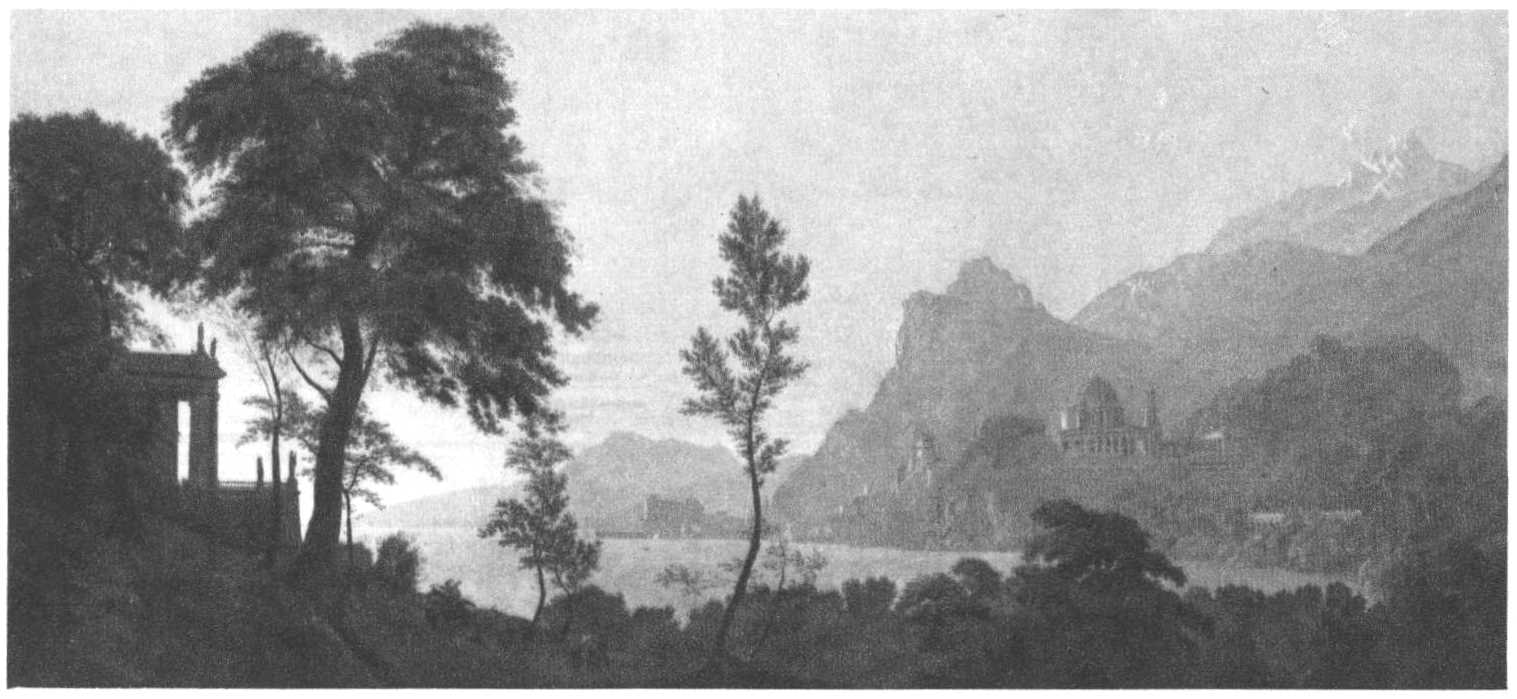
Karl Friedrich Schinkel: Matin (paysage de lac italien), 1813-1814
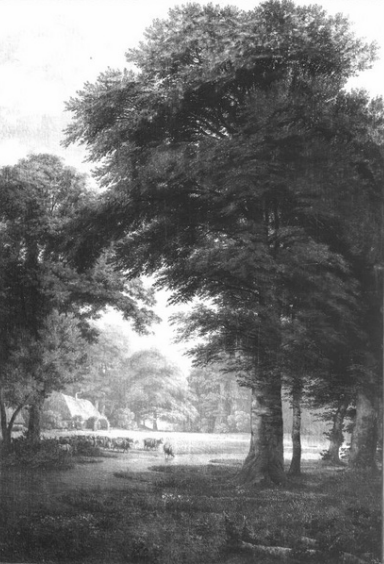
Karl Friedrich Schinkel: Le midi, 1813-1814
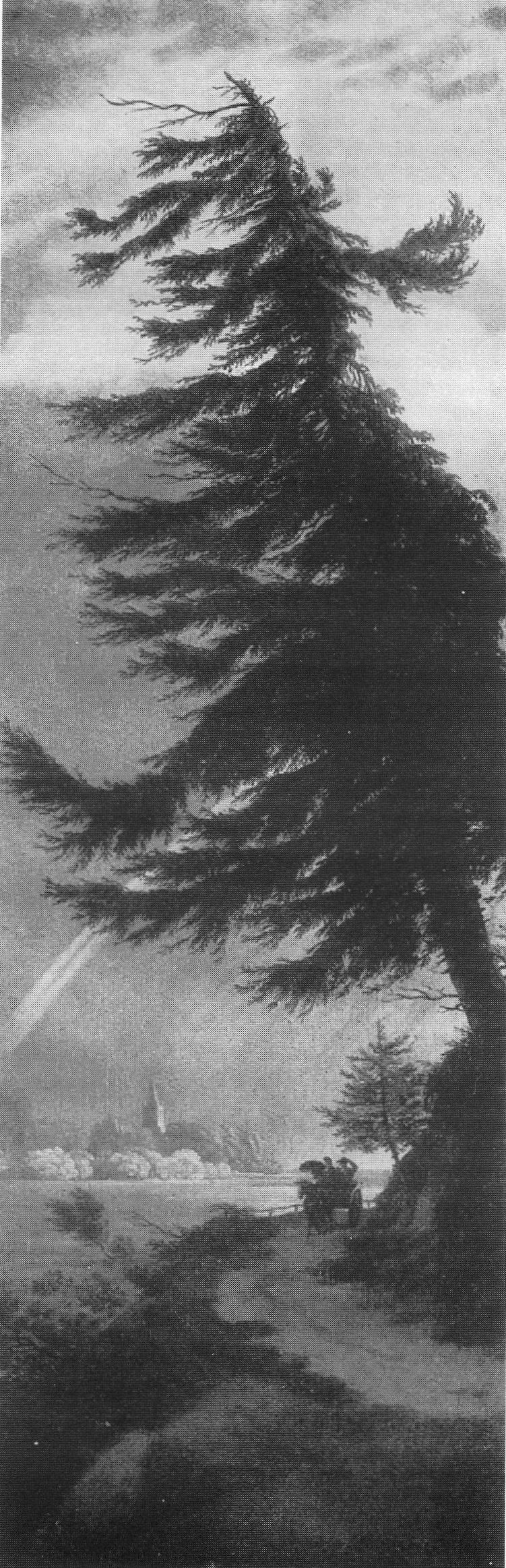
Karl Friedrich Schinkel: L'après-midi, 1813-1814
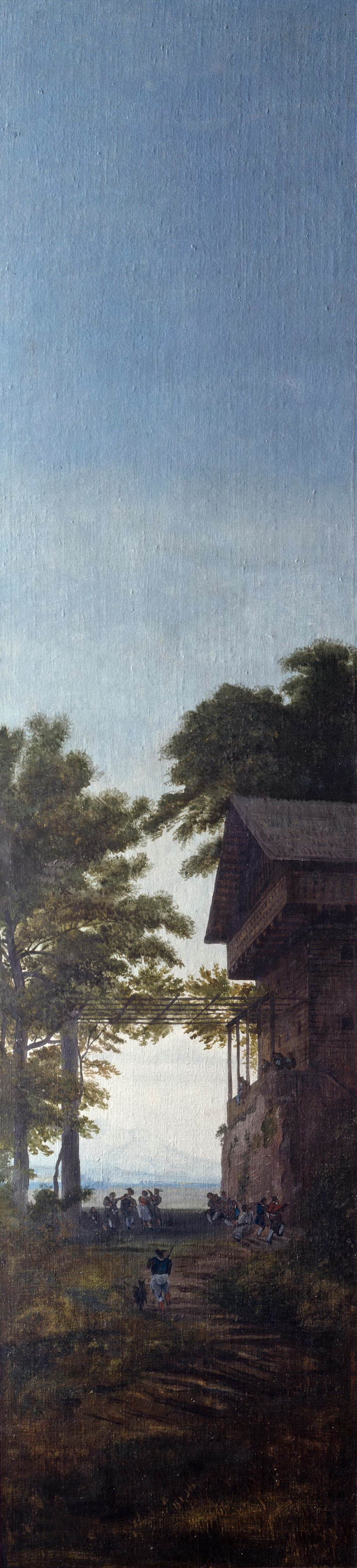
Karl Friedrich Schinkel: Le crépuscule, 1813-1814
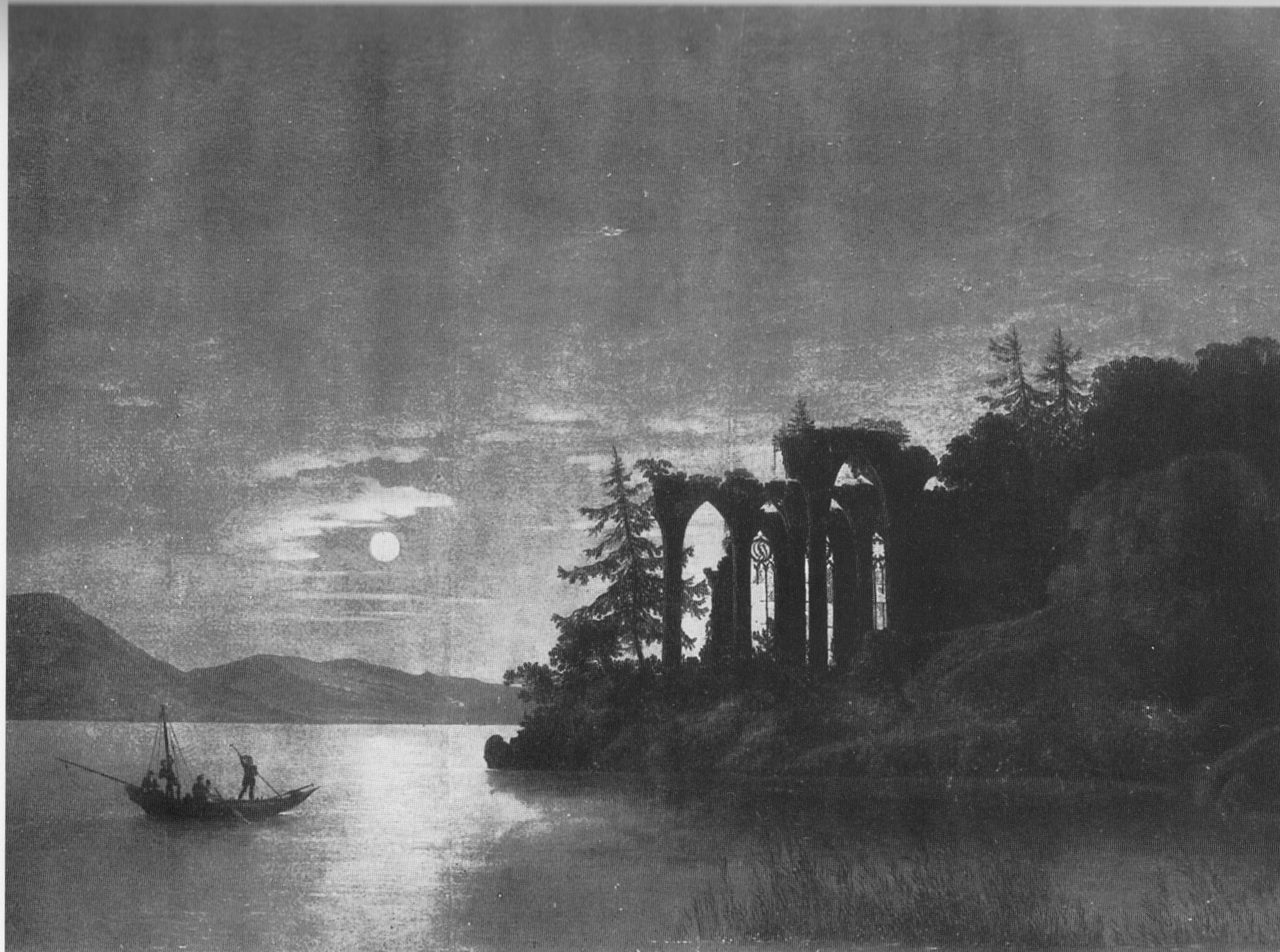
Karl Friedrich Schinkel: La nuit, 1813/14
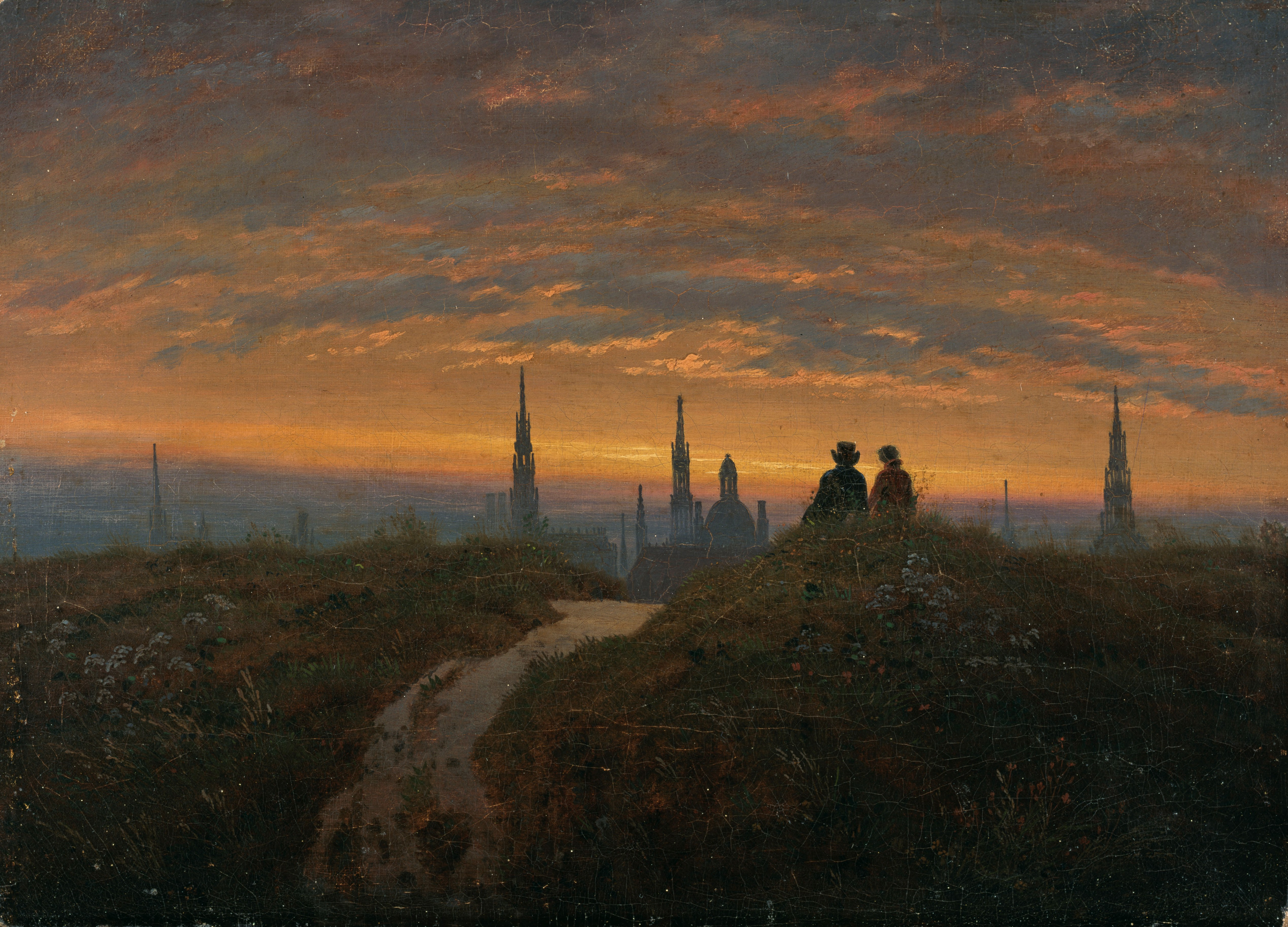
Carl Gustav Carus: Vue sur  Dresde au coucher du soleil, 1822
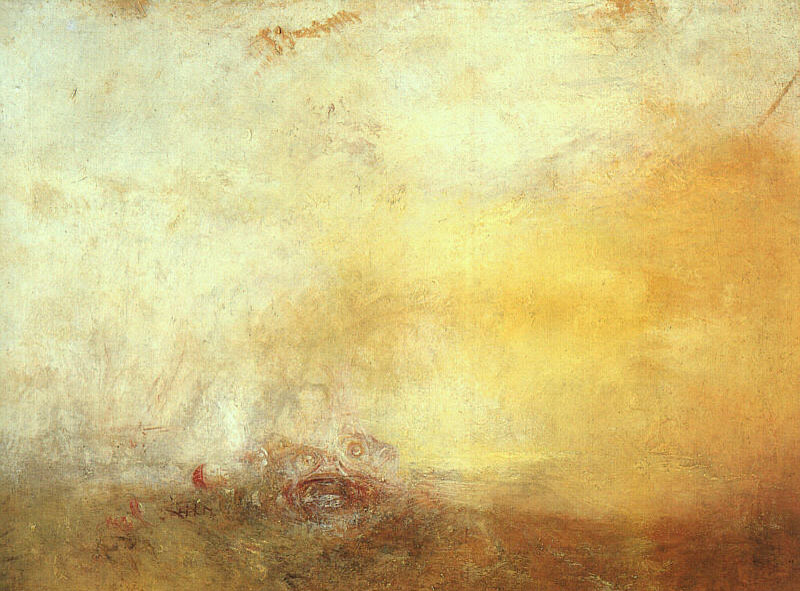
William Turner: Coucher du soleil avec monstre lacustre, 1845
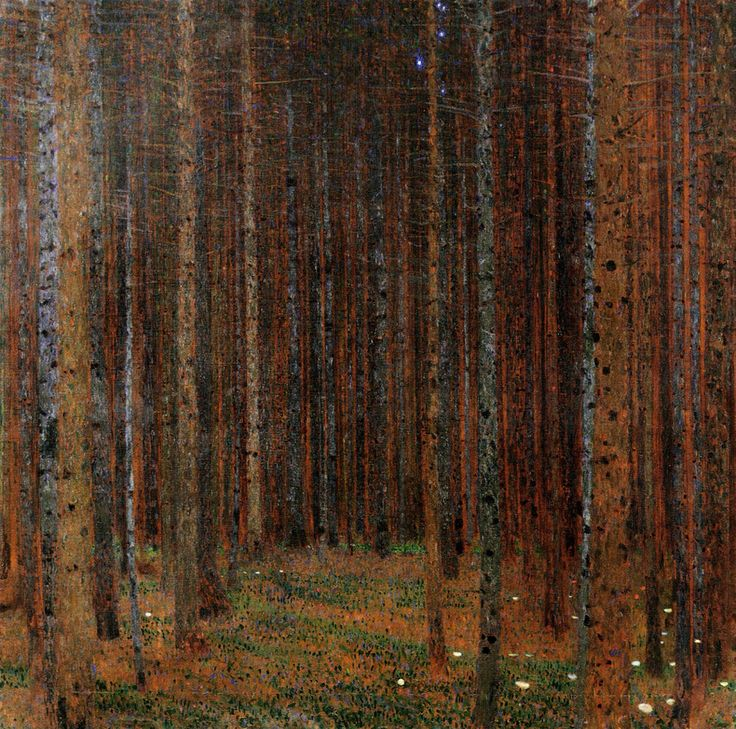
Gustav Klimt: Forêt de pins I, 1901
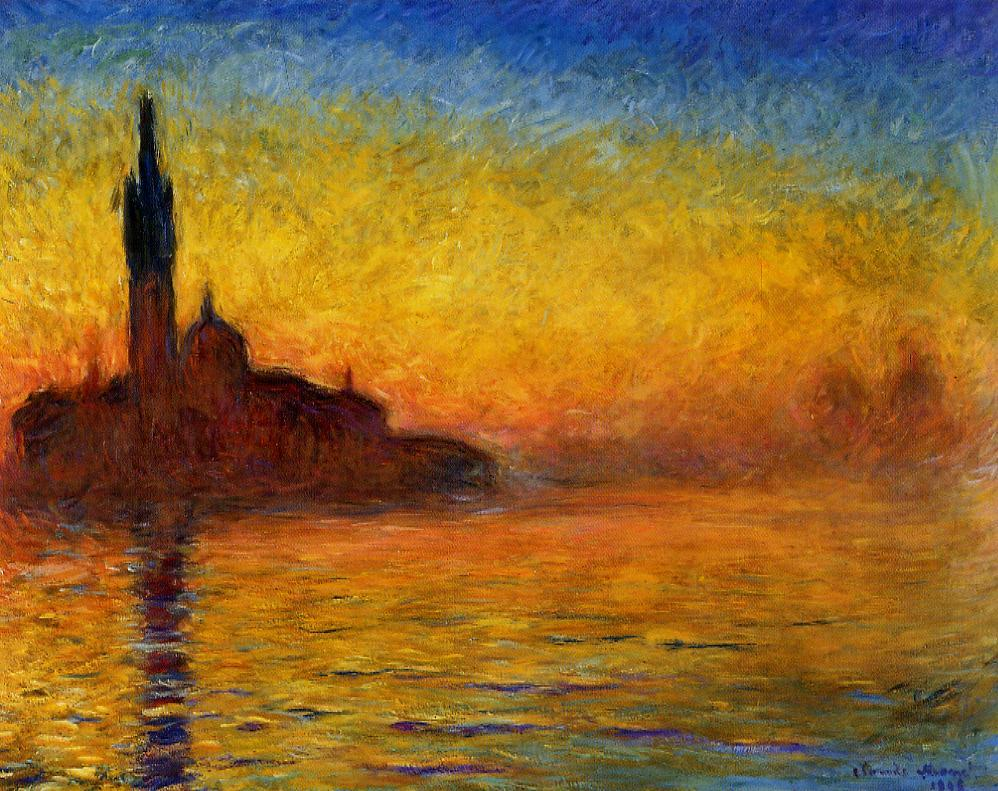
Claude Monet: Ambiance vespérale à Venise, 1908

## Source de la traduction
- (de) Cet article est partiellement ou en totalité issu de l’article de Wikipédia en allemand intitulé « Der Abend (Gemälde) » (voir la liste des auteurs).